# Mecklenburg-Vorpommern (Schiff, 1996, Bremerhaven)
Die Mecklenburg-Vorpommern ist eine Eisenbahnfähre der schwedischen Stena Line auf der westlichen Ostsee. Sie ist das zweitgrößte Eisenbahnfährschiff der Welt. Die Reederei bezeichnet die Mecklenburg-Vorpommern selber als RoRo Passagierschiff.

## Fährlinie
Zusammen mit der Skåne, der größten Eisenbahnfähre der Welt, verkehrt sie seit ihrer Indienststellung auf der 150 km langen Fährverbindung Rostock–Trelleborg zwischen Deutschland und Schweden. Für die Überfahrt benötigt die Mecklenburg-Vorpommern 6 bis 7,5 Stunden fahrplanmäßige Fahrzeit und 15.000 Liter Kraftstoff. Aushilfsweise war sie auch auf der Königslinie zwischen Trelleborg und Sassnitz/Mukran im Einsatz.

## Geschichte
Stapellauf des Schiffes war am 27. Juli 1996 auf der Schichau Seebeckwerft in Bremerhaven. Auftraggeber war die Deutsche Fährgesellschaft Ostsee (DFO). Am 13. Dezember 1996 erfolgte die Ablieferung in Rostock. Getauft wurde die Fähre am 14. Dezember 1996 in Rostock auf den Namen des deutschen Bundeslandes Mecklenburg-Vorpommern, Heimathafen war Rostock. Seit dem 16. Dezember 1996 ist sie im Dienst auf ihrer Stammstrecke.
Bald zeigten sich Manövrierprobleme bei der Rückwärtsfahrt, so dass sie nur bei ruhiger Wetterlage eingesetzt werden konnte. Daher wurde am Ende des Jahres 1997 bei der Lloyd-Werft Bremerhaven ein neues Unterwasservorschiff mit einer größeren Bugruderfläche eingebaut.
Durch die Fusion der DFO mit der Scandlines Danmark A/S gehörte sie ab Sommer 1998 zu dieser.
Das Schiff wurde ursprünglich mit einer Vermessung von 36.185 BRZ und 396 Passagieren in 150 Kabinen sowie 491 Deckspassagieren abgeliefert. Ab dem 15. Dezember 2002 wurde das Schiff bei Remontowa, Danzig umgebaut. Ein Passagierdeck wurde hierbei zum Frachtdeck umgebaut. Am 7. März 2003 erfolgte die Ablieferung nach dem Umbau. Das Schiff bietet nun Platz für 410 Passagiere in 158 Kabinen und verfügt über 3100 Spurmeter insgesamt bzw. 2052 Spurmeter für LKW und 945 m Gleise. Am 10. März 2003 nahm die Mecklenburg-Vorpommern ihren Dienst wieder auf.
Nach der Übernahme von fünf Ostsee-Fährrouten der Scandlines durch die Stena Line Mitte 2012 kam auch die Mecklenburg-Vorpommern zu dieser. Seit dem 1. Juli 2021 fährt sie unter schwedischer Flagge mit dem Heimathafen Trelleborg, in ihrer Zeit unter deutscher Flagge war sie das größte deutsche Fährschiff.

## Schiffsdaten
Die Fähre ist 199,98 m lang, 29,5 m inklusive Wallschiene beziehungsweise 33,2 m als größte Breite über die Brückennocken breit und 45 m hoch, und mit 37.987 BRZ vermessen.
Die Maximalgeschwindigkeit liegt bei etwa 22,5 Knoten, diese erreicht sie bei Einsatz aller vier Hauptmaschinen, die eine Leistung von insgesamt 25.200 kW abgeben können. Jeweils zwei Hauptmaschinen können eine Welle antreiben. Die Mecklenburg-Vorpommern verfügt über zwei Verstellpropeller mit jeweils einem Ruder dahinter. Für die Rückwärtsfahrt hat sie ein Bugruder. Zusätzlich verfügt sie über zwei Bugstrahlruder.
Das Fährschiff verfügt über zwei Rettungsboote mit je 150 Plätzen sowie zwölf Rettungsinseln und zwei MES-Stationen.

## Transportvermögen

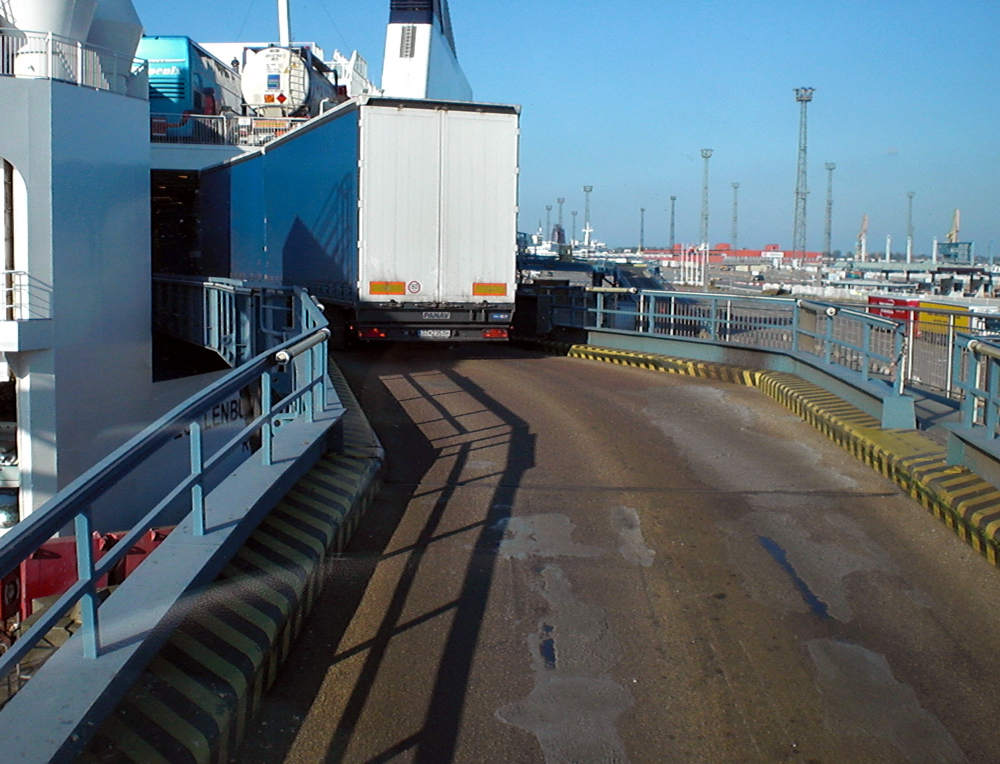
Einfahrt ins mittlere Autodeck (Deck 4) über die Verladerampe in Rostock, das oberste Fahrzeugdeck (Deck 5) kann über eine Rampe im Schiff erreicht werden

Das Schiff ist für 600 Passagiere zugelassen, die in 161 Kabinen untergebracht werden können. An Bord befinden sich auch ein kleines Kino und ein Schwimmbecken. Auf drei Transportdecks stehen für rollende Ladung insgesamt 3198 Spurmeter zur Verfügung. Das untere Deck kann mit Eisenbahnfahrzeugen mit bis zu 945 m Zuglänge, verteilt auf sechs Gleise, beladen werden. Es werden allerdings auch regelmäßig Lastkraftwagen im Eisenbahndeck untergebracht. Auf den anderen beiden Decks können jeweils bis zu 445 Pkw bzw. eine geringere Zahl an Lkw und Sattelaufliegern geladen werden.

## Zwischenfälle
Am 26. Januar 2008 kollidiert die Fähre in Trelleborg mit einer Kaimauer. Die Schäden am Rumpf wurden bis zum 6. Februar 2008 in der Öresundsvarvet in Landskrona behoben.
Am 19. November 2010 gegen 20.30 Uhr fing kurz vor dem Anlegen in Rostock ein Lkw auf dem Fahrzeugdeck Feuer. Ein Besatzungsmitglied, welches sich eine halbe Stunde vor Wachbeginn zur Manöverstation begeben hatte, entdeckte und meldete das Feuer in seiner Entstehungsphase. Zunächst wurde das Feuer durch die Schiffsbesatzung bekämpft und an der Ausbreitung gehindert. Nachdem das Schiff an seinem Liegeplatz festgemacht hatte (wobei die vordere Festmacherstation nicht erreicht werden konnte), unterstützten mehrere städtische Feuerwehren die Löscharbeiten, woraufhin das Feuer in zwei Stunden gelöscht wurde. Alle Passagiere konnten unverletzt das Schiff verlassen. Die einzigen Beschädigungen waren Ruß an der Decke von Deck 5, ein teilweise ausgebrannter LKW-Trailer und eine angesengte Plane eines benachbarten LKW-Trailers. Nur eine Abfahrt musste ausfallen.